# ゲームボーイ Nintendo Switch Online
『ゲームボーイ Nintendo Switch Online』（ゲームボーイ ニンテンドー スイッチ オンライン）は、任天堂が2023年2月9日に配信を開始したNintendo Switch用ゲームソフト。有料オンラインサービスであるNintendo Switch Onlineの加入者向けに追加料金無しで提供されている。

## 概要
ゲームボーイシリーズ（ゲームボーイカラーまで）のゲームソフトが提供開始時点では9本収録されており、今後も不定期で追加される。大まかな基本機能は『ファミリーコンピュータ Nintendo Switch Online』などと同じである。
画面配色が3通りあり、ゲームボーイ（緑寄り）、ゲームボーイポケット（クリーム色寄り）、ゲームボーイカラー（実機での配色制御準拠。起動時のデフォルトのみ）から選ぶことが可能（ゲームボーイカラー専用・共通タイトルは常にゲームボーイカラーで動作する）。さらに実機の雰囲気の再現（オンにすると実機の明度やグリッドが再現される）や画面サイズの変更も可能。ローカル通信およびオンライン通信での2人プレイに対応しており、通信プレイ時は相手と画面を共有できる機能が実装されている。
2025年4月2日、任天堂は同年6月5日に発売のNintendo Switch 2に併せて本ソフトの名称を『ゲームボーイ Nintendo Classics』に変更することを発表した。

## 収録タイトル

### 2023年
| 配信開始日 | タイトル                             | 販売メーカー | 備考                                                   |
| ---------- | ------------------------------------ | ------------ | ------------------------------------------------------ |
| 02月09日   | Tetris                               | 任天堂       |                                                        |
| 02月09日   | スーパーマリオランド2 6つの金貨      | 任天堂       |                                                        |
| 02月09日   | ゼルダの伝説 夢をみる島DX            | 任天堂       |                                                        |
| 02月09日   | レッドアリーマー MAKAIMURA GAIDEN    | CAPCOM       |                                                        |
| 02月09日   | ゲームボーイギャラリー3              | 任天堂       |                                                        |
| 02月09日   | 役満                                 | 任天堂       | 日本のみ                                               |
| 02月09日   | メトロイドII RETURN OF SAMUS         | 任天堂       |                                                        |
| 02月09日   | ワリオランド3 不思議なオルゴール     | 任天堂       |                                                        |
| 02月09日   | 星のカービィ                         | 任天堂       |                                                        |
| 02月09日   | Alone in the Dark: The New Nightmare | THQ Nordic   | 海外のみ                                               |
| 03月16日   | バーガータイムデラックス             | G-MODE       |                                                        |
| 03月16日   | 星のカービィ2                        | 任天堂       |                                                        |
| 06月06日   | コロコロカービィ                     | 任天堂       | 加速度センサー・ジャイロセンサー内蔵コントローラー専用 |
| 06月06日   | メタファイトEX                       | SUNSOFT      |                                                        |
| 07月27日   | ゼルダの伝説 ふしぎの木の実 大地の章 | 任天堂       |                                                        |
| 07月27日   | ゼルダの伝説 ふしぎの木の実 時空の章 | 任天堂       |                                                        |
| 08月08日   | ポケモンカードGB                     | 任天堂       |                                                        |
| 09月06日   | Quest for Camelot                    | Nintendo     | 海外のみ 『魔法の剣 キャメロット』の映画ゲーム         |
| 10月31日   | 悪魔城ドラキュラ 漆黒たる前奏曲      | KONAMI       |                                                        |

### 2024年
| 配信開始日 | タイトル                                           | 販売メーカー | 備考     |
| ---------- | -------------------------------------------------- | ------------ | -------- |
| 03月12日   | ドクターマリオ                                     | 任天堂       |          |
| 03月12日   | マリオゴルフGB                                     | 任天堂       |          |
| 03月12日   | マリオテニスGB                                     | 任天堂       |          |
| 05月15日   | アレイウェイ                                       | 任天堂       |          |
| 05月15日   | カエルの為に鐘は鳴る                               | 任天堂       | 日本のみ |
| 05月15日   | スーパーマリオランド                               | 任天堂       |          |
| 05月15日   | ベースボール                                       | 任天堂       |          |
| 06月07日   | ロックマンワールド                                 | CAPCOM       |          |
| 06月07日   | ロックマンワールド2                                | CAPCOM       |          |
| 06月07日   | ロックマンワールド3                                | CAPCOM       |          |
| 06月07日   | ロックマンワールド4                                | CAPCOM       |          |
| 06月07日   | ロックマンワールド5                                | CAPCOM       |          |
| 11月22日   | スーパードンキーコングGB                           | 任天堂       |          |
| 11月26日   | ドンキーコングランド                               | 任天堂       |          |
| 12月04日   | ドンキーコングGB ディンキーコング&ディクシーコング | 任天堂       |          |
| 12月12日   | Tetris DX                                          | 任天堂       |          |

### 2025年
| 配信開始日 | タイトル                      | 販売メーカー | 備考 |
| ---------- | ----------------------------- | ------------ | ---- |
| 03月07日   | ドンキーコング                | 任天堂       |      |
| 03月07日   | マリオのピクロス              | 任天堂       |      |
| 05月23日   | カービィのきらきらきっず      | 任天堂       |      |
| 05月23日   | サバイバルキッズ 孤島の冒険者 | KONAMI       |      |
| 05月23日   | セレクション 選ばれし者       | KEMCO        |      |
| 05月23日   | ネメシスⅡ                     | KONAMI       |      |